# Мем д’Аво, Клод де
Клод де Мем, граф д’Аво́ (фр. Claude de Mesmes, comte d’Avaux; 1595 год — 1650 год, Париж) — французский дипломат и литератор из старинного графского дома в Гиени, генерал-интендант финансов Франции в последний год жизни.

## Карьера
Искусный дипломат; в 1627 году был французским посланником при Венецианской республике, затем в Дании, Швеции и Польше. В Польше находился в 1634-1636 годах, выступая посредником от Франции при заключении Штумсдорфского перемирия.
В 1643 году был послан в Мюнстер на многолетние переговоры о мире, который должен был завершить тридцатилетнюю войну; но был оклеветан коллегой Сервьеном (Abel Servien), пользовавшимся полным доверием кардинала Мазарини, и получил приказ покинуть переговоры. В последний год жизни получил место генерал-интенданта французских финансов (surintendant des finances).

## Сочинения
- Exemplum litterarum (1642);
- Lettres d’Avaux et de Servien (1650, Скан книги в интернете);
- Memoires touchant les negotiations du traité de paix fait à Munster en 1648 (1674, Скан книги в интернете).